# Stichoplastoris stylipus
Stichoplastoris stylipus är en spindelart som först beskrevs av Valerio 1982.  Stichoplastoris stylipus ingår i släktet Stichoplastoris och familjen fågelspindlar. Inga underarter finns listade i Catalogue of Life.